# Jens-Peter Bonde

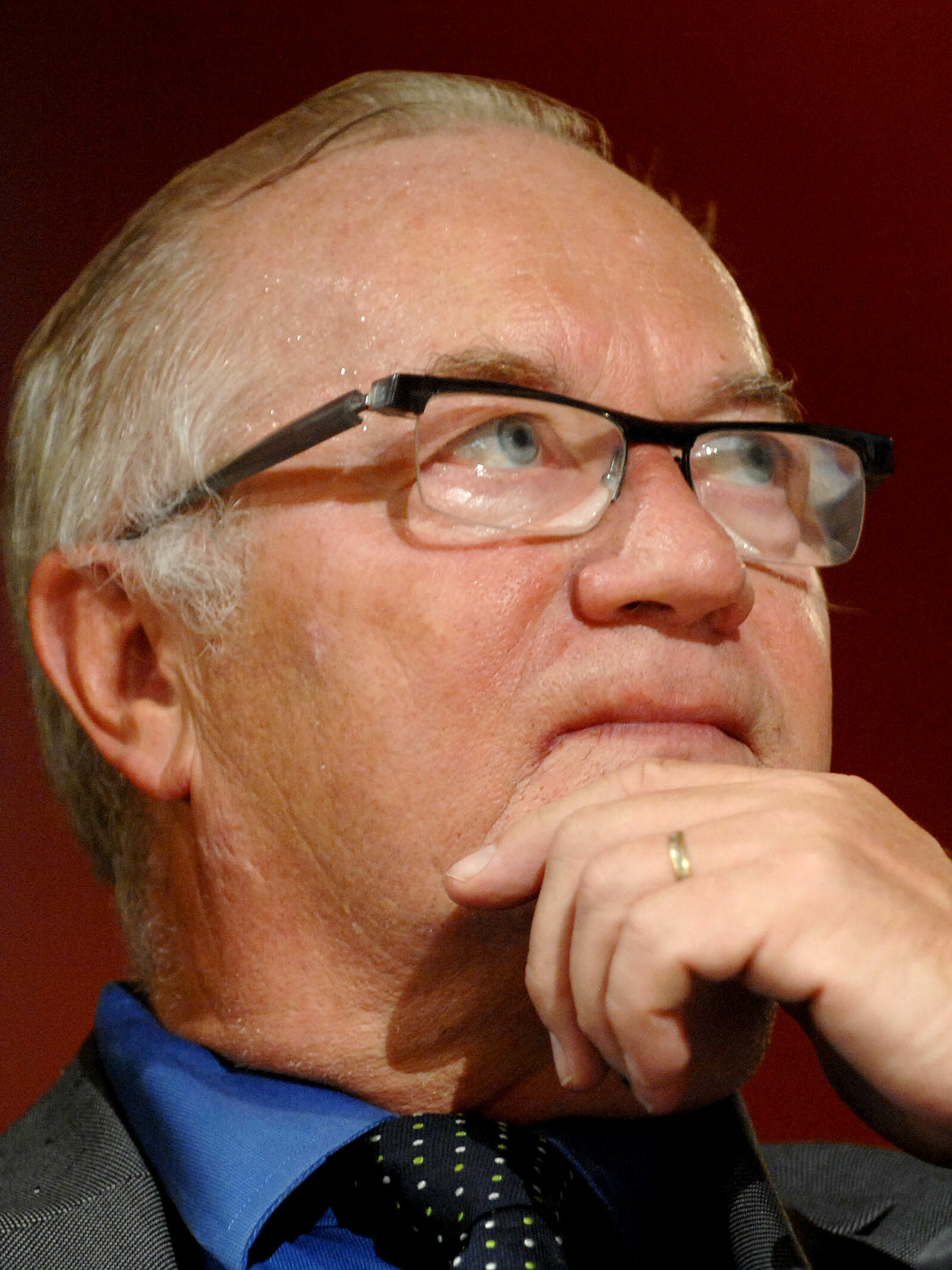
Jens-Peter Bonde, 2007

Jens-Peter Bonde (* 27. März 1948 in Aabenraa; † 4. April 2021 in Frederiksværk) war ein dänischer Politiker und Mitglied des Europäischen Parlaments.

## Leben und Wirken
Bonde studierte von 1966 bis 1974 Politologie an der Universität Aarhus. Er begann seine politische Tätigkeit in Det Radikale Venstre (1966–1972), ehe er die Folkebevægelsen mod EU mitbegründete. Seit 1975 war er außerdem Mitglied der Kommunistischen Partei Dänemarks (DKP). Im Jahr 1990 kandidierte er für die Enhedslisten. Im Jahr 1992 verließ er Folkebevægelsen und DKP und hob die Junibevægelsen mit aus der Taufe.
Im Europäischen Parlament hatte Bonde folgende Leitungsfunktionen inne:
- 1992–1994 Vorsitzender der Delegation für Beziehungen der EU zu Island
- Vize-Vorsitzender (1994–1997) und Vorsitzender (1997–1999) der EDN-Gruppe
- 1999–2004 Vorsitzender der Fraktion für ein Europa der Demokratien und der Unterschiede
- 2004–2008 Ko-Vorsitzender der Unabhängigkeit-und-Demokratie-Gruppe (Ind/Dem)

Im Jahr 2008 zog er sich nach 29 Jahren im Europaparlament aus der aktiven Politik zurück. Hanne Dahl rückte für ihn nach.
Bonde war ein prominenter Europakritiker. Er trat regelmäßig in den Medien auf, um Entscheidungen der EU zu kommentieren. Bonde veröffentlichte zahlreiche Bücher über die EU, unter anderem allgemeinverständliche Behandlungen zu den EU-Verträgen. Vor der EU-Erweiterung 2004 arbeitete er an Übersetzungen der EU-Verträge in die Sprachen der neu hinzukommenden Mitgliedsstaaten.